# پسران خوب
«پسران خوب»، ترانهٔ شمارهٔ ۲ آلبوم سال ۲۰۰۳ گروه موسیقی بلاندی، نفرین بلاندی، و تنها تک‌آهنگ عرضه‌شده از آلبوم است. دبرا هری و مرد اصلی بتر دن ازرا، کوین گریفین به همراه شخص نسبت‌داده شدهٔ برایان می‌از کویین این آهنگ را نوشتند. ماهیت صدایی آن، پاپ/دیسکو بود. این ترانه به رتبهٔ ۱۲ در بریتانیا رسید. «پسران خوب» در قالب بخشی از یک مجموعهٔ ۲ سی‌دی و نیز روی واینیل رکورد عرضه شد. سی‌دی ۱ شامل نسخهٔ زندهٔ «ماریا» و «خلسه» بود، به‌اضافهٔ ویدئوی «پسران خوب» کارگردانی‌شده به وسیلهٔ جونس آکرلند. سی‌دی ۲ شامل یک بازترکیب به وسیلهٔ جورجو موردور بود. تک‌آهنگ ۱۲ اینچ شامل بازترکیب‌هایی از جورجو موردور، ریترن تو نیویورک و سیزر سیسترز بود. پخش تک‌آهنگ در استرالیا هم‌زمان شده بود با تور سال ۲۰۰۳ آن کشور، و این ترانه به رتبهٔ ۳۷ رسید و به اولین تک‌آهنگ ۴۰ تای برتری از آن‌ها در استرالیا پس از جزیرهٔ روح‌های گم‌شده در سال ۱۹۸۲ تبدیل شد.

## نسبت‌داده‌شده‌ها و کویین
این ترانه برایان می را در میان نویسندگان دارد تنها به خاطر آن‌که دبی هری می‌خواست از متن‌ترانه‌های کویین برای رپ استفاده کند. کویین تهدید به تعقیب قانونی کردند، همان‌گونه که هری و دیگر عضو گروه، کریس استین، این مطلب را در یک برنامهٔ ویژهٔ وی‌اچ۱ بیان کردند. این ترانه در بخش متن ترانهٔ رپ «تو مرا روی صورت خود داری / یک رسوایی بزرگ / پروبالت را همه‌جای مکان تکان می‌دهد» به ترانهٔ «ما شما را شوکه می‌کنیم» احترامی دارد.
گرچه یک عرضهٔ تجاری دومی هم از نفرین بلاندی، «ناتمام»، برنامه‌ریزی شده بود، هیچ‌گاه صورت مادی به خود نگرفت و تنها به عنوان یک تک‌آهنگ تبلیغی عرضه شد. ترانهٔ دیگری، «اند تو اند» در آخرین مجموعه‌های تلفیقی گروه، عظیم‌ترین آهنگ‌ها: بینایی + صدا و عظیم‌ترین آهنگ‌ها: صدا و تصور قرار گرفت.

## پیشینهٔ پخش
همهٔ آهنگ‌ها (هری/گریفین/می) مگر آن‌که ذکر شده باشد.

### ‎UK 12"‎
1. ‎ «Good Boys» (Giorgio Moroder Extended Long)‎ - ۷:۰۷
2. ‎ «Good Boys» (Scissor Sisters' Gyad Byas Myax Ya Mix)‎ - ۳:۴۰
3. ‎ «Good Boys" (Return To New York Mix)‎ - ۸:۲۲

### ‎UK CD 1‎
1. ‎ «Good Boys" (Album Version)‎ - ۴:۱۸
2. ‎ «Maria" (Live - from album Livid (Live))‎ (دستری) - ۴:۴۹
3. ‎ «Rapture" (Live - from album Livid (Live))‎ (هری، استین) - ۶:۲۴
4. ‎ «Good Boys" (Video)‎ - ۳:۴۷

### ‎UK CD 2‎
1. ‎ «Good Boys" (Album Version)‎ - ۴:۱۸
2. ‎ «Good Boys" (Giorgio Moroder Extended Long)‎ - ۷:۰۷

### ‎European/Australian CD‎
1. ‎ «Good Boys" (Album Version)‎ - ۴:۱۸
2. ‎ «Good Boys" (Giorgio Moroder Extended Long)‎ - ۷:۰۷
3. ‎ «Good Boys" (Scissor Sisters' Gyad Byas Myax Ya Mix)‎ - ۳:۴۰
4. ‎ «Good Boys" (Return To New York Mix)‎ - ۸:۲۲